# Aravalli
Les Aravalli sont une chaîne de montagnes de faible hauteur – 300 à 1 700 m – qui traverse l'État du Rajasthan suivant un axe nord-est sud-ouest – grossièrement des environs de Delhi, avec l'arête de Delhi, au golfe de Cambay – et culminant à 1 722 m au Gurû Sikhara près de la ville de Mont Âbû.

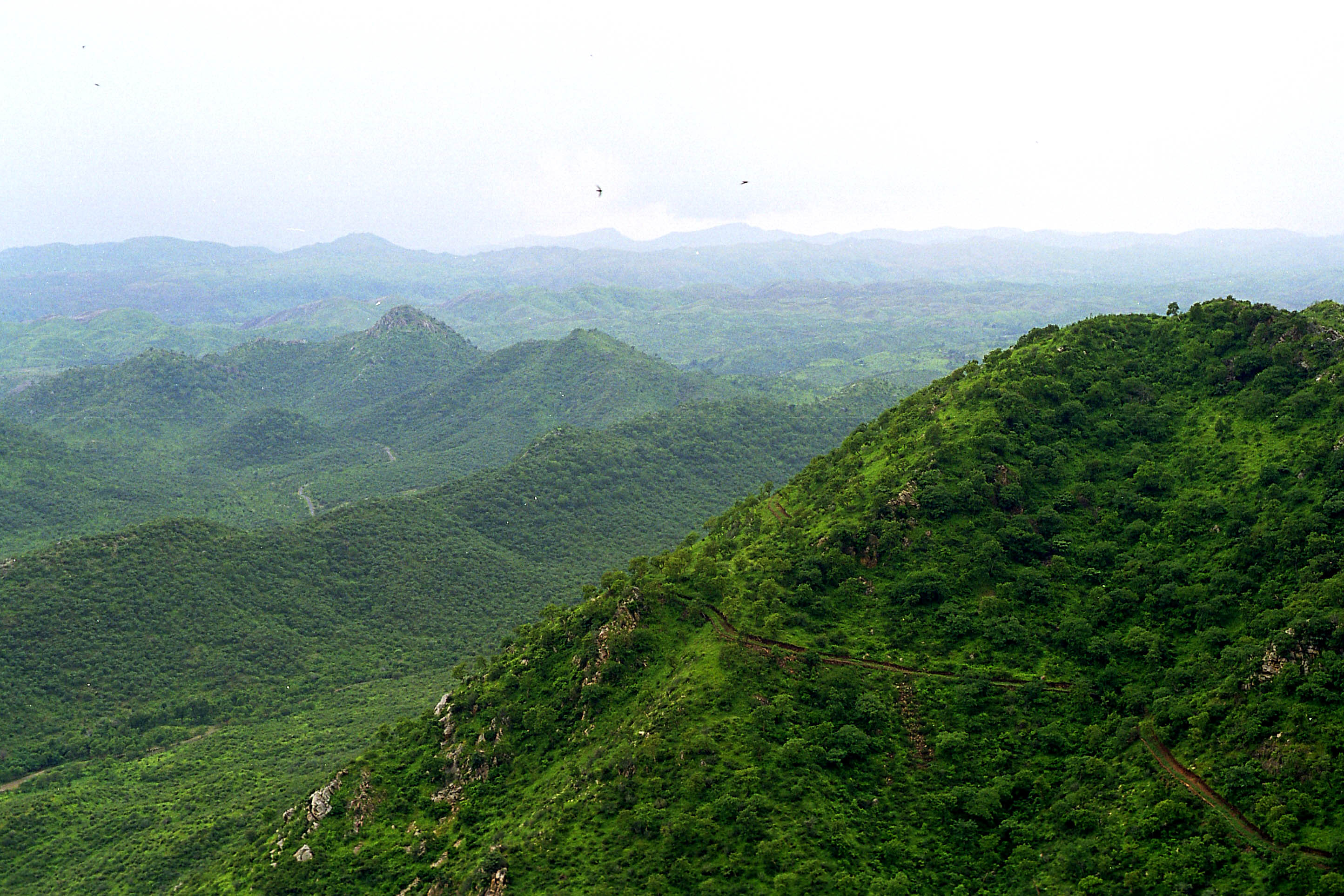
La chaîne des Aravalli vue du palais de la mousson d'Udaipur.

On trouve dans cette chaîne ancienne principalement constituée de roches métamorphiques du gneiss, des schistes, des quartzites blanche et rose, mais aussi quelques mines d'or et d'argent.
L'État du Rajasthan est partagé en deux zones de climats différents par les Aravalli, au nord le désert du Thar, au sud une plaine verdoyante avec de grands lacs comme ceux qui entourent la ville d'Udaipur.
Elles sont assez peu peuplées. Les jaïns qui apprécient les hauteurs pour y établir leurs temples - ce qui les a souvent mis à l'abri des déprédations lors des raids musulmans - y ont élevé deux groupes de temples remarquables à Ranakpur et Mount Âbû.